# Championnats d'Europe de tennis de table 2002
Navigation
Édition précédente Édition suivante
Les championnats d'Europe de tennis de table 2002, vingt-troisième édition des championnats d'Europe de tennis de table, ont lieu du 30 mars au 7 avril 2002 à Zagreb, en Croatie.
C'est le premier titre européen pour l'allemand Timo Boll, qui remporte aussi le double avec son compatriote Zoltan Fejer-Konnerth. Chez les dames c'est la luxembourgeoise d'origine chinoise Ni Xia Lian qui est championne d'Europe.